# AFC Beach Soccer Championship 2015
L’AFC Beach Soccer Championship 2015 è la 7ª edizione di questo torneo.

## Squadre partecipanti
Di seguito le 13 squadre partecipanti.
- Giappone
- Bahrein
- Cina
- Iran
- Iraq

- Kuwait
- Libano
- Laos
- Oman
- Vietnam

- Qatar
- Emirati Arabi Uniti
- Thailandia
- Uzbekistan

## Fase a gironi

### Girone A
| Team    | G | V | V+ | Vr | P | GF | GS | +/- | P |
| ------- | - | - | -- | -- | - | -- | -- | --- | - |
| Oman    | 3 | 3 | 0  | 0  | 0 | 19 | 5  | +14 | 9 |
| Bahrein | 3 | 2 | 0  | 0  | 1 | 16 | 6  | 10  | 6 |
| Laos    | 3 | 1 | 0  | 0  | 2 | 11 | 21 | -10 | 3 |
| Qatar   | 3 | 0 | 0  | 0  | 3 | 6  | 20 | -14 | 0 |

| Squadra 1 | Risultato | Squadra 2 |
| --------- | --------- | --------- |
| Oman      | 3-2       | Bahrein   |
| Laos      | 6-5       | Qatar     |
| Oman      | 8-3       | Laos      |
| Bahrein   | 6-1       | Qatar     |
| Bahrein   | 8-2       | Laos      |
| Oman      | 8-0       | Qatar     |

### Girone B
| Team     | G | V | V+ | Vr | P | GF | GS | +/- | P |
| -------- | - | - | -- | -- | - | -- | -- | --- | - |
| Giappone | 3 | 3 | 0  | 0  | 0 | 13 | 5  | +8  | 9 |
| Cina     | 3 | 1 | 0  | 1  | 1 | 9  | 13 | -4  | 4 |
| Kuwait   | 3 | 1 | 0  | 0  | 2 | 12 | 13 | -1  | 3 |
| Vietnam  | 3 | 0 | 0  | 0  | 3 | 11 | 14 | -3  | 0 |

| Squadra 1 | Risultato     | Squadra 2 |
| --------- | ------------- | --------- |
| Cina      | 5-5 (3-2 dcr) | Vietnam   |
| Giappone  | 5-3           | Kuwait    |
| Cina      | 4-3           | Kuwait    |
| Giappone  | 3-2           | Vietnam   |
| Kuwait    | 6-4           | Vietnam   |
| Giappone  | 5-0           | Cina      |

### Girone C
| Team                | G | V | V+ | Vr | P | GF | GS | +/- | P |
| ------------------- | - | - | -- | -- | - | -- | -- | --- | - |
| Uzbekistan          | 3 | 3 | 0  | 0  | 0 | 19 | 5  | +14 | 9 |
| Emirati Arabi Uniti | 3 | 2 | 0  | 0  | 1 | 29 | 7  | +22 | 6 |
| Iraq                | 3 | 0 | 0  | 1  | 2 | 4  | 19 | -5  | 1 |

| Squadra 1           | Risultato | Squadra 2           |
| ------------------- | --------- | ------------------- |
| Emirati Arabi Uniti | 7-5       | Iraq                |
| Uzbekistan          | 6-5       | Emirati Arabi Uniti |
| Uzbekistan          | 6-1       | Iraq                |

### Girone D
| Team       | G | V | V+ | Vr | P | GF | GS | +/- | P |
| ---------- | - | - | -- | -- | - | -- | -- | --- | - |
| Iran       | 2 | 2 | 0  | 0  | 0 | 11 | 3  | +8  | 6 |
| Libano     | 2 | 0 | 1  | 0  | 1 | 5  | 5  | 0   | 2 |
| Thailandia | 2 | 0 | 0  | 0  | 2 | 3  | 11 | -9  | 0 |

| Squadra 1 | Risultato | Squadra 2  |
| --------- | --------- | ---------- |
| Iran      | 3-2       | Libano     |
| Libano    | 3-2 dts   | Thailandia |
| Iran      | 8-1       | Thailandia |

## Finali
Di seguito la fase finale.

### Quarti di finale
| Squadra 1 | Risultato | Squadra 2           |
| --------- | --------- | ------------------- |
| Libano    | 6-1       | Uzbekistan          |
| Oman      | 7-2       | Cina                |
| Iran      | 6-1       | Emirati Arabi Uniti |
| Giappone  | 5-2       | Bahrein             |

### Semifinali 5º-8º posto
| Squadra 1           | Risultato | Squadra 2  |
| ------------------- | --------- | ---------- |
| Cina                | 4-3       | Uzbekistan |
| Emirati Arabi Uniti | 2-1       | Bahrein    |

### Semifinali 1º-4º posto
| Squadra 1 | Risultato | Squadra 2 |
| --------- | --------- | --------- |
| Oman      | 5-4 dts   | Libano    |
| Giappone  | 5-4       | Iran      |

### Finali

#### 7º-8º posto
| Squadra 1 | Risultato | Squadra 2  |
| --------- | --------- | ---------- |
| Bahrein   | 3-2       | Uzbekistan |

#### 5º-6º posto
| Squadra 1           | Risultato | Squadra 2 |
| ------------------- | --------- | --------- |
| Emirati Arabi Uniti | 5-1       | Cina      |

#### 3º-4º posto
| Squadra 1 | Risultato | Squadra 2 |
| --------- | --------- | --------- |
| Iran      | 8-3       | Libano    |

#### Finale
| Squadra 1 | Risultato     | Squadra 2 |
| --------- | ------------- | --------- |
| Oman      | 1-1 (3-2 dcr) | Giappone  |

## Classifica Finale
Queste le posizioni nel dettaglio.
| Pos | Team                |
| --- | ------------------- |
| 1   | Oman                |
| 2   | Giappone            |
| 3   | Iran                |
| 4   | Libano              |
| 5   | Emirati Arabi Uniti |
| 6   | Cina                |
| 7   | Bahrein             |
| 8   | Uzbekistan          |